# 시디이프니
시디이프니(아랍어: سيدي إفني)는 모로코 남서쪽에 위치한 도시이며, 대서양 바로 옆에 있다. 20,000 인구이며 도시의 경제기반은 어업이다.

## 설명
시디이프니는 아가디르와 탄탄 사이에 대서양 연안에 중심이 되는 마을이다. 수스-마사-드라 경제 지구와 티즈니트 주에 속한다. 그곳의 주민들은 주로 에이트 밤란네 족 출신 베르베르인이다. 2000년 중요한 어업 항구가 생선 수출을 위한 기지로서 결론지어졌다.

## 역사
1476년 현재 이프니 지역에 어떤 고립된 장소가 그곳을 산타 크루크 데 라 마르 페퀜나라고 이름 지었던 스페인에 의해 점령당했다. 사디언 통치자들에 의해 점령당했을 때인 1524년까지 스페인의 손에 남아있었다.
역사적으로, 시디이프니는 어떤 역사가도 아가디리의 남쪽에서 타르파야까지 해안을 따라 그곳의 정확한 위치를 규정하지 못했던 조그만 해안 요새를 위해 스페인에 의해 오래 수행되었던 산타 크루크 데 라 마르 페퀜나의 소재가 되길 주장했다. 1860년 스페인-모로코 전쟁이 수반되었고, 모로코는 시디이프니와 탕기어스 조약의 한 부분으로서 스페인에 이프니 영토를 인정했다. 1884년 "아프리카를 위한 투쟁"이라 종종 언급되던 그 시기 동안, 스페인은 현재 서 사하라를 획득했다. 모로코는 (수도 시디이프니를 제외하고) 1957년 이프니를 침략했다. 1969년 모로코의 압력으로 인해, 스페인은 시디이프니를 모로코에 양도했다.

## 갤러리

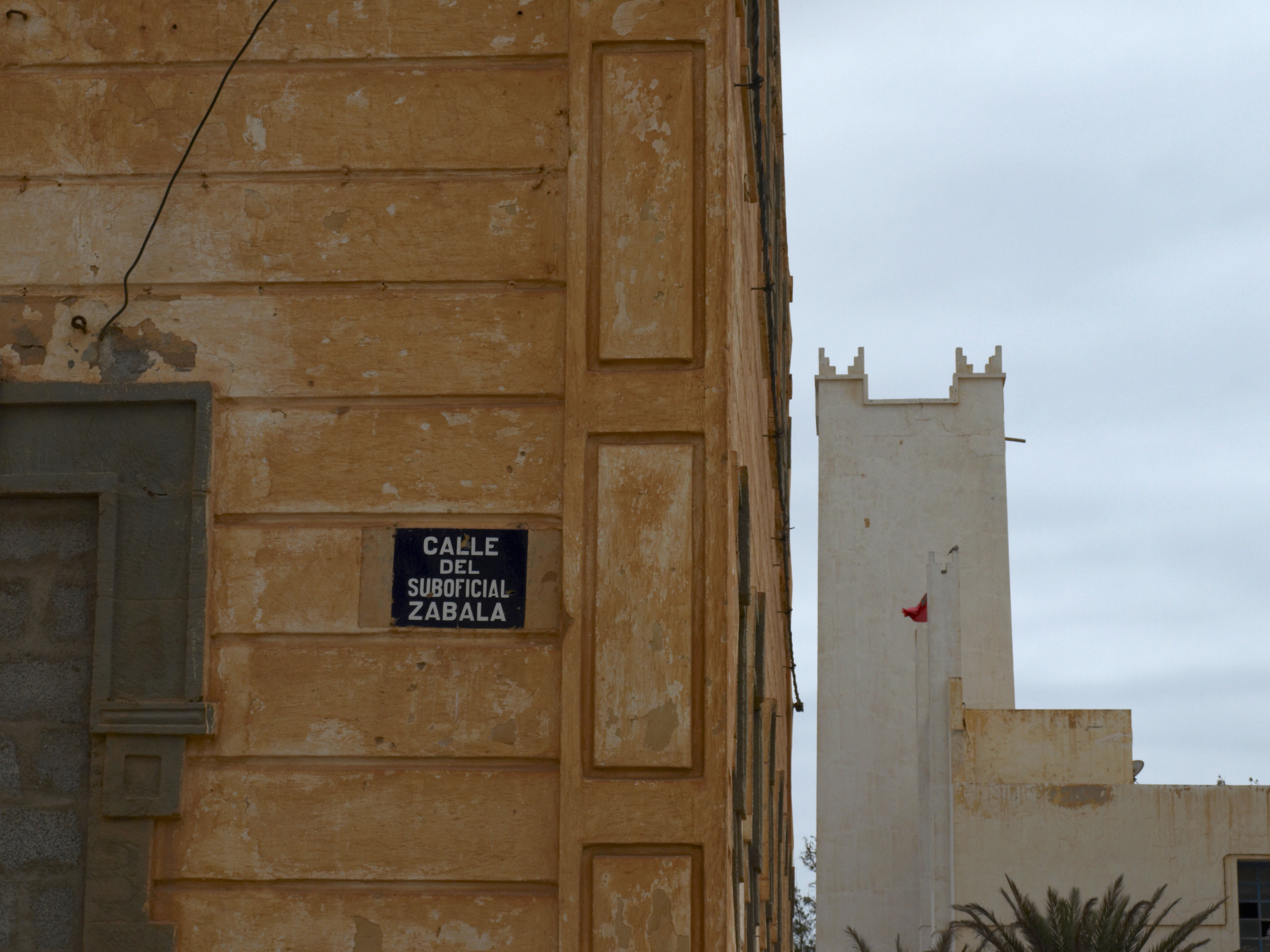
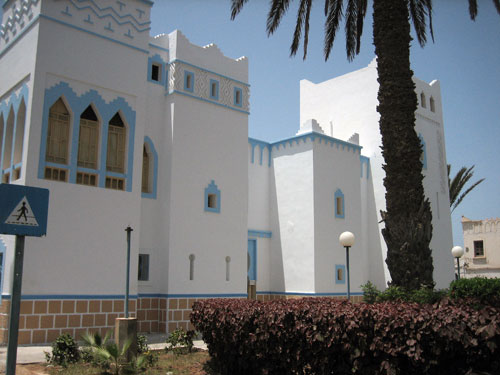
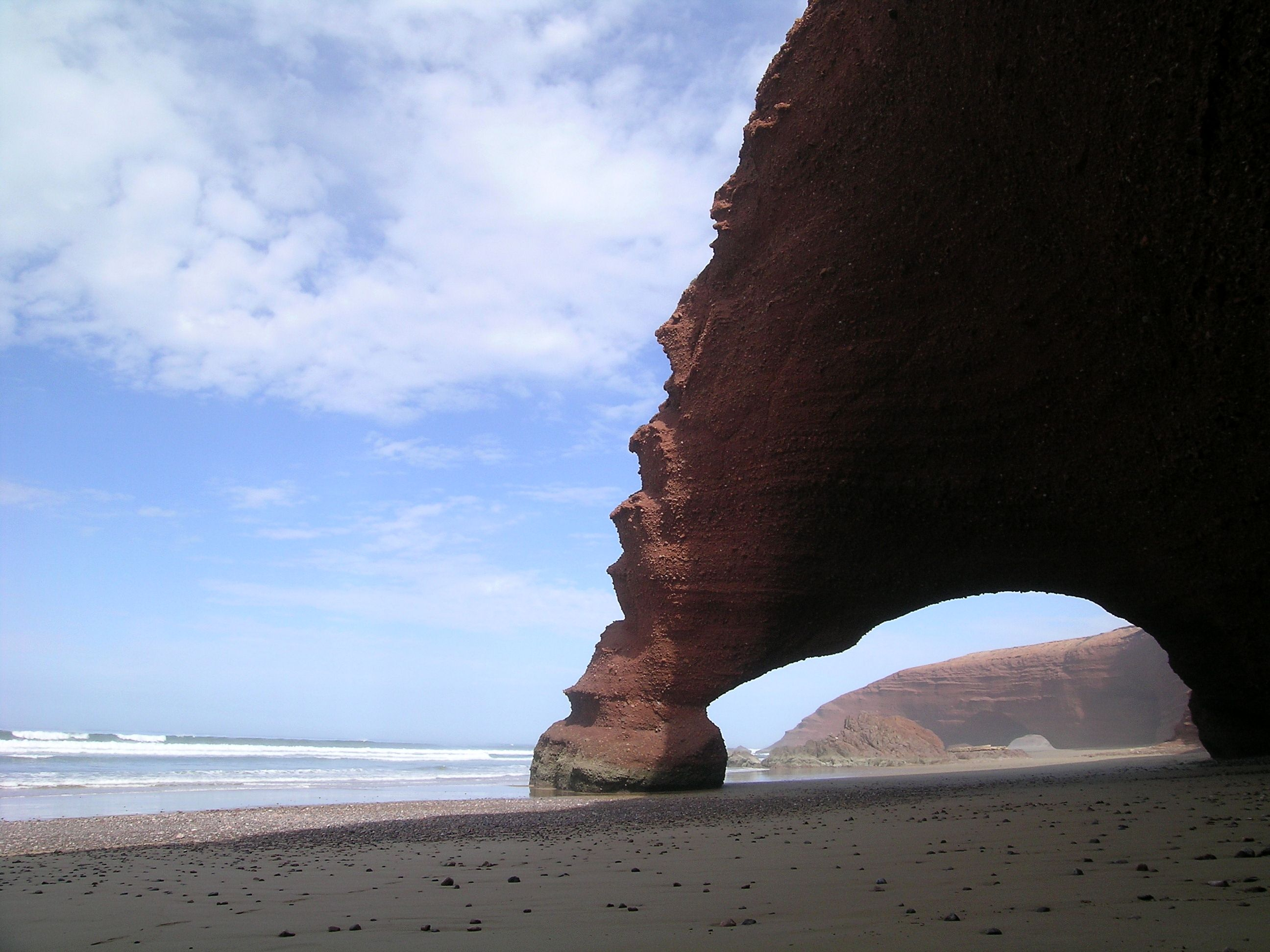
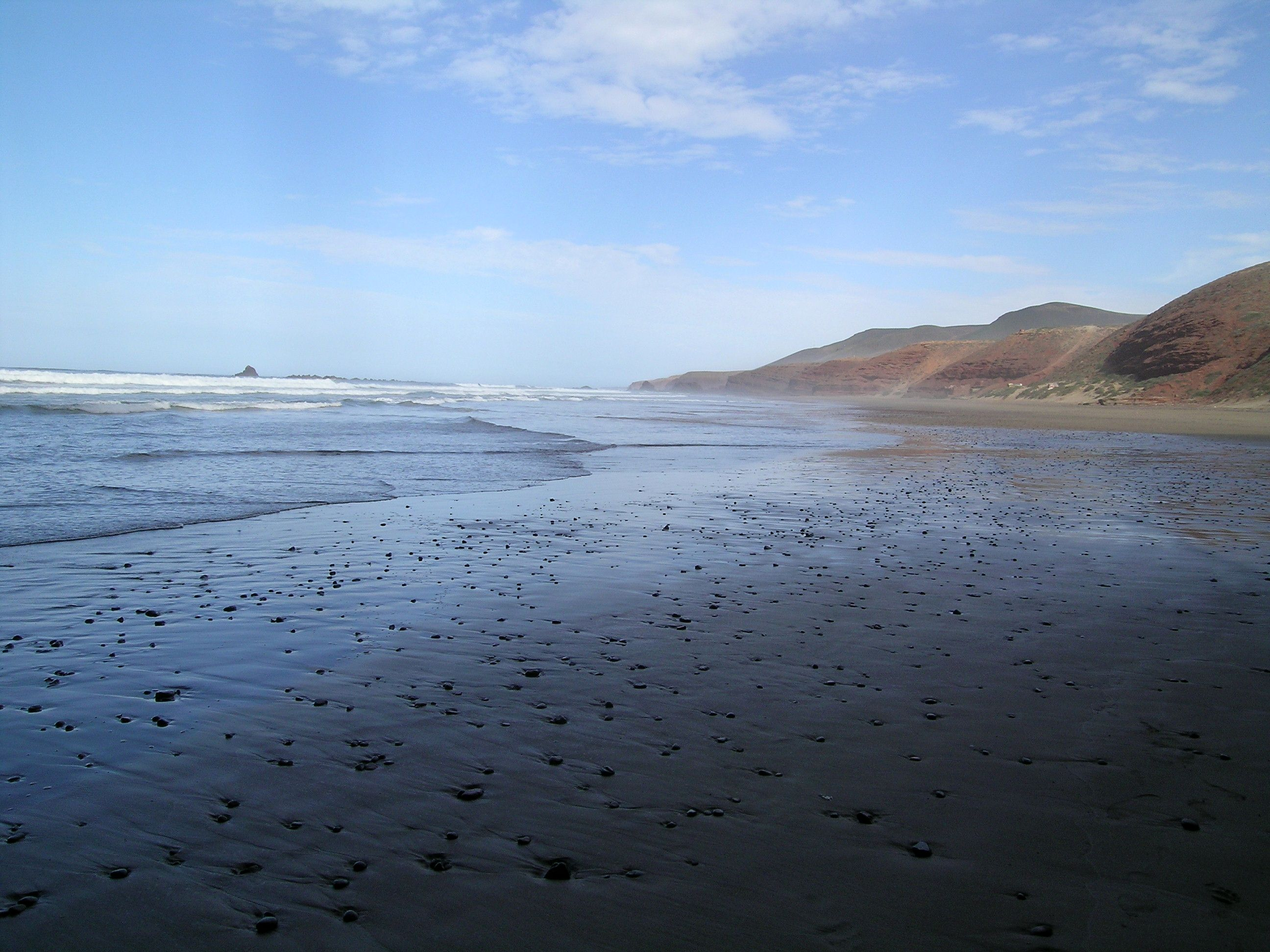
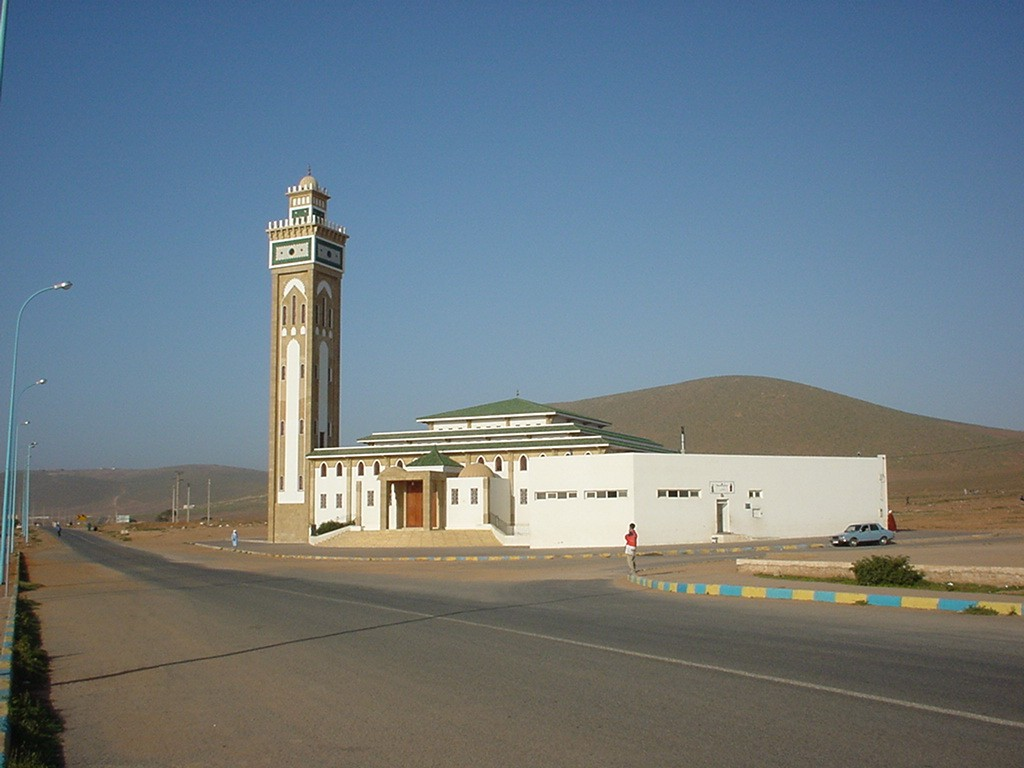
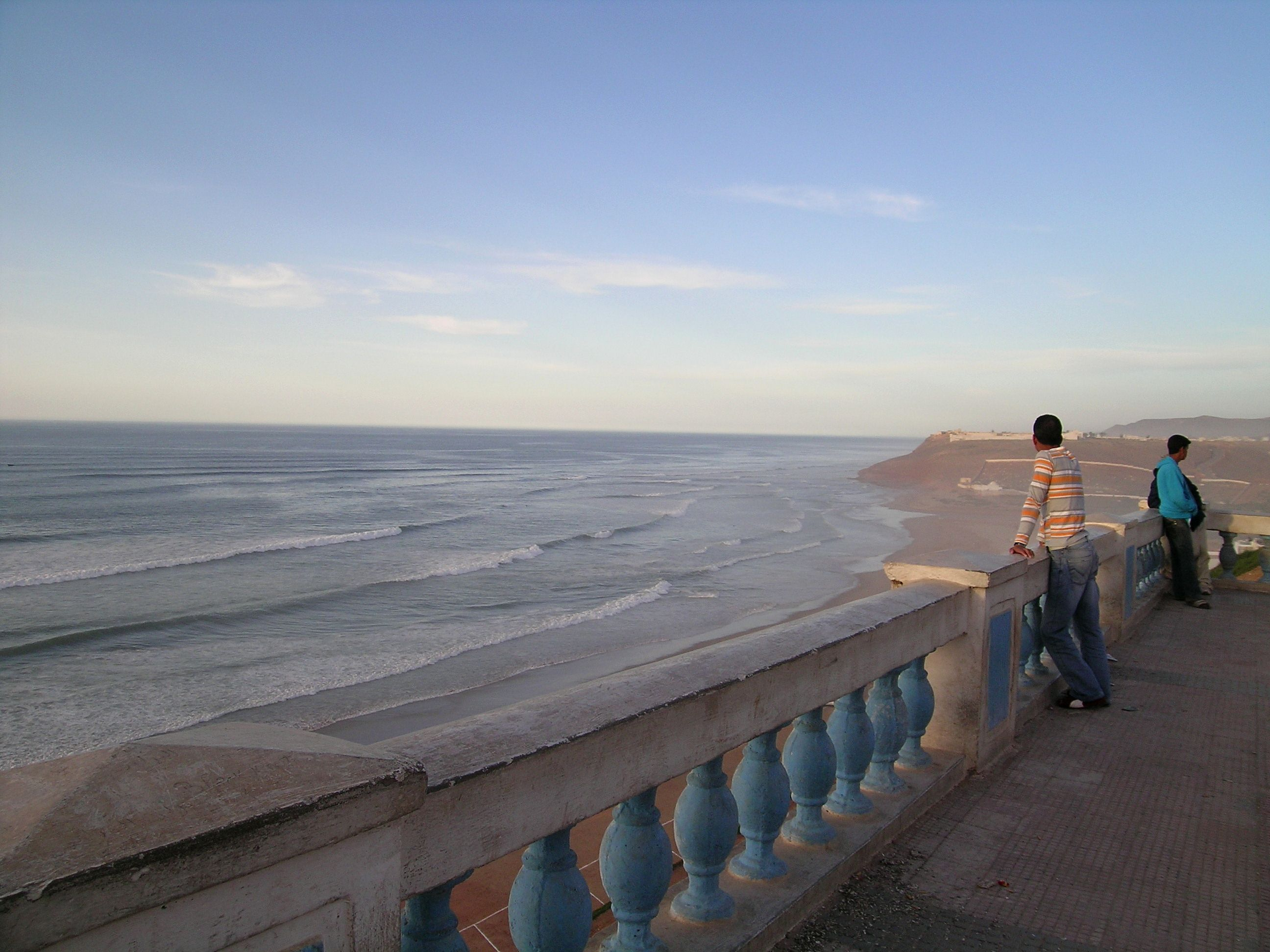
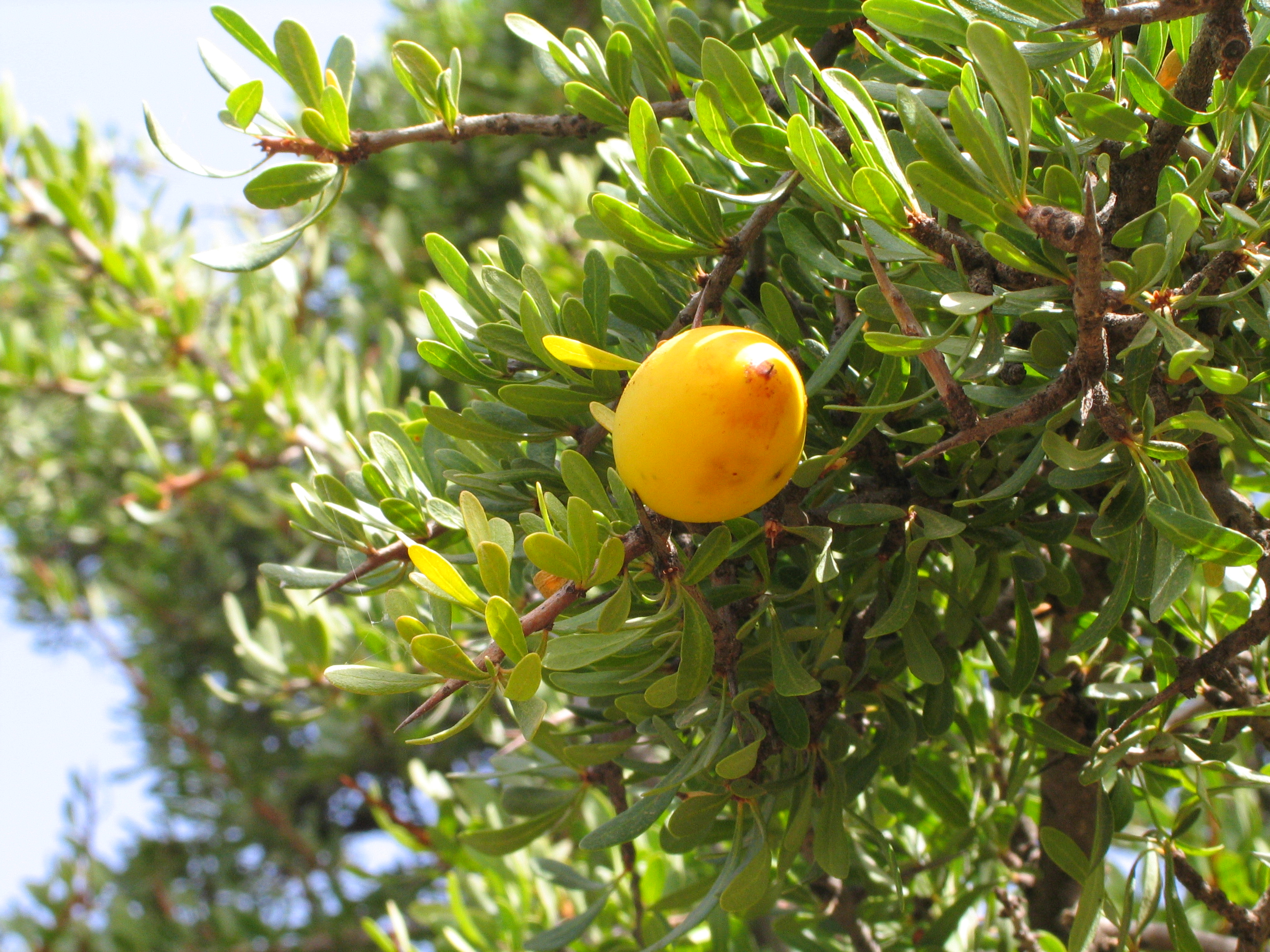
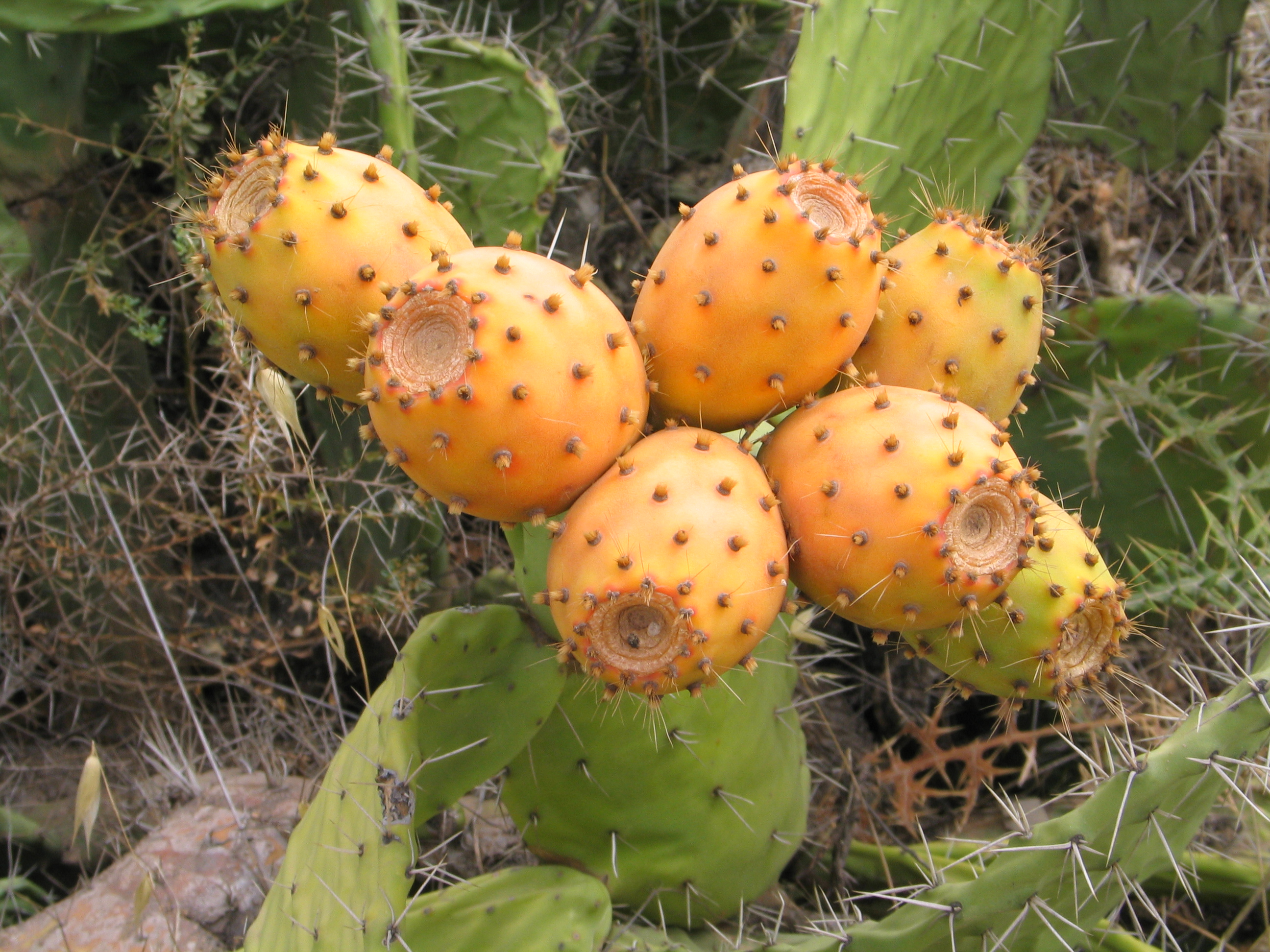
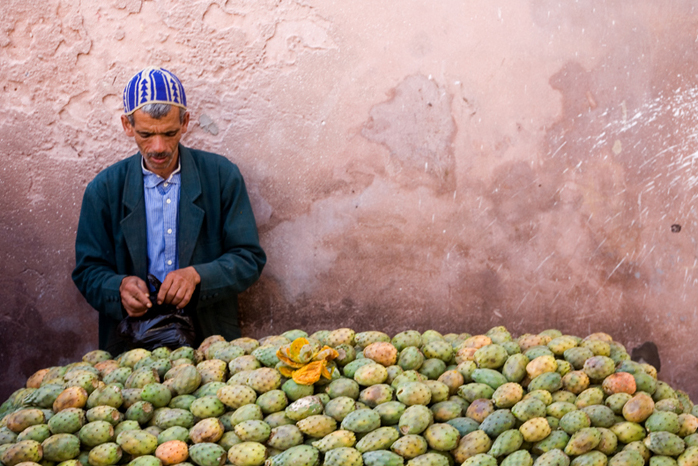
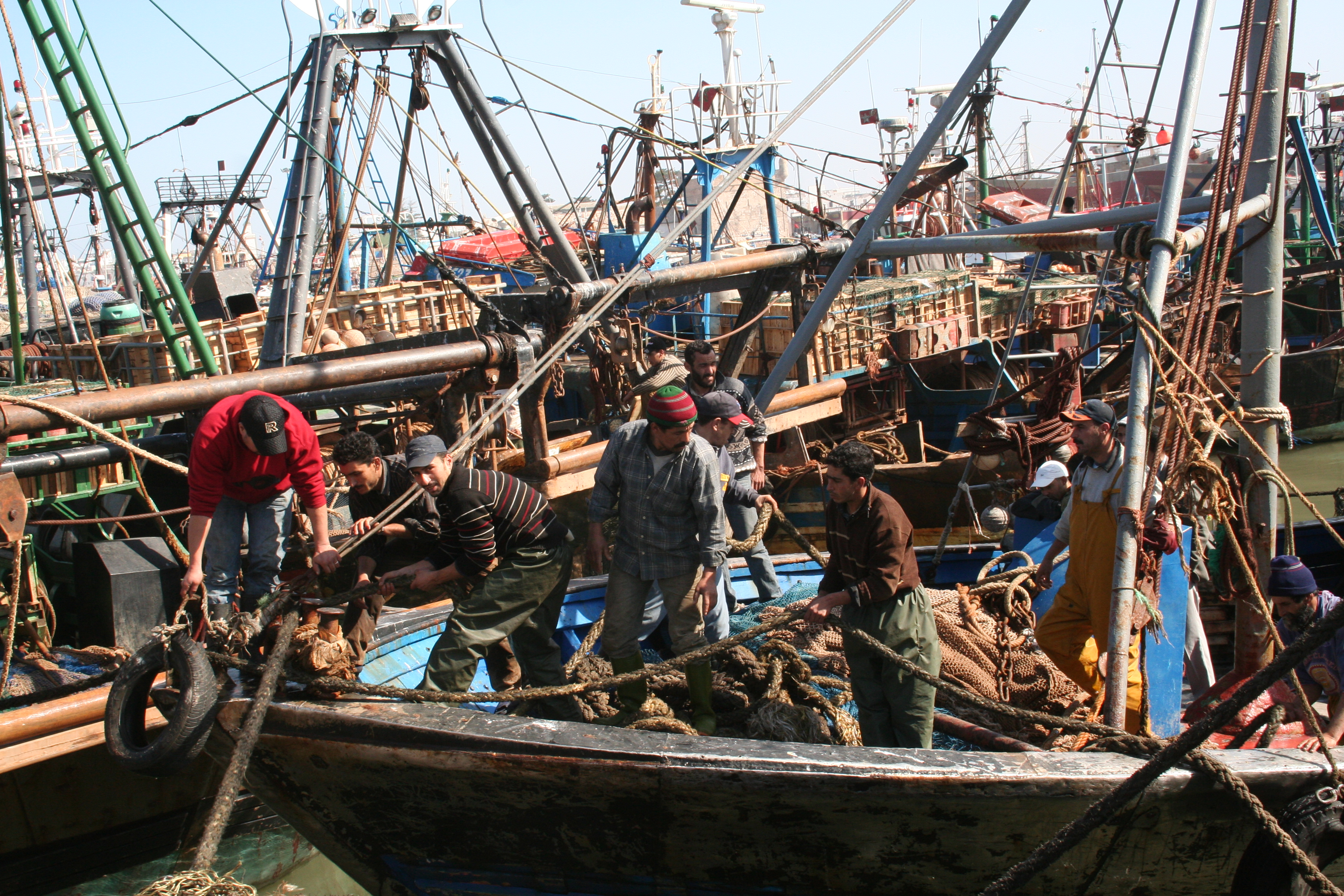

## 기후
| Sidi Ifni의 기후         | Sidi Ifni의 기후 | Sidi Ifni의 기후 | Sidi Ifni의 기후 | Sidi Ifni의 기후 | Sidi Ifni의 기후 | Sidi Ifni의 기후 | Sidi Ifni의 기후 | Sidi Ifni의 기후 | Sidi Ifni의 기후 | Sidi Ifni의 기후 | Sidi Ifni의 기후 | Sidi Ifni의 기후 | Sidi Ifni의 기후 |
| 월                       | 1월              | 2월              | 3월              | 4월              | 5월              | 6월              | 7월              | 8월              | 9월              | 10월             | 11월             | 12월             | 연간             |
| ------------------------ | ---------------- | ---------------- | ---------------- | ---------------- | ---------------- | ---------------- | ---------------- | ---------------- | ---------------- | ---------------- | ---------------- | ---------------- | ---------------- |
| 일평균 최고 기온 °C (°F) | 19 (66)          | 19 (67)          | 21 (69)          | 22 (71)          | 22 (71)          | 22 (72)          | 24 (75)          | 24 (75)          | 24 (75)          | 24 (75)          | 23 (74)          | 21 (69)          | 22 (72)          |
| 일평균 최저 기온 °C (°F) | 11 (52)          | 12 (54)          | 14 (57)          | 15 (59)          | 16 (60)          | 17 (62)          | 18 (64)          | 18 (64)          | 18 (64)          | 17 (62)          | 16 (60)          | 13 (56)          | 16 (60)          |
| 평균 강우량 cm (인치)    | 2.5 (1)          | 2.3 (0.9)        | 1.3 (0.5)        | 1.5 (0.6)        | 0.25 (0.1)       | 0.51 (0.2)       | 0 (0)            | 0 (0)            | 0.76 (0.3)       | 0.76 (0.3)       | 2.0 (0.8)        | 4.1 (1.6)        | 15.98 (6.3)      |
| 출처: Weatherbase        |                  |                  |                  |                  |                  |                  |                  |                  |                  |                  |                  |                  |                  |